# Gaillac
Gaillac település Franciaországban, Tarn megyében. Lakosainak száma 16 080 fő (2022. január 1.). Gaillac Broze, Brens, Cahuzac-sur-Vère, Castelnau-de-Montmiral, Lisle-sur-Tarn, Montans, Rivières és Senouillac községekkel határos.

## Népesség
A település népességének változása:
| Lakosok száma | 14 334 | 15 423 | 15 583 | 15 294 | 15 345 | 15 265 | 15 245 | 15 663 | 16 080 |
|               | 2013   | 2015   | 2016   | 2017   | 2018   | 2019   | 2020   | 2021   | 2022   |